# Ochicanthon punctatus
Ochicanthon punctatus är en skalbaggsart som beskrevs av Antoine Boucomont 1914. Ochicanthon punctatus ingår i släktet Ochicanthon och familjen bladhorningar. Inga underarter finns listade i Catalogue of Life.